# Ejército de Liberación de Preševo, Medveđa y Bujanovac

El Ejército de Liberación de Preševo, Medveđa y Bujanovac (en albanés: Ushtria Çlirimtare correo Preshevës, Medvegjës dhe Bujanocit, UCPMB) fue un grupo guerrillero que luchó por la independencia de Serbia (entonces Yugoslavia) para los tres municipios: de Preševo, Bujanovac y Medveđa, hogar de la mayoría de los albaneses de Serbia central, adyacente a Kosovo. Los uniformes, los procedimientos y las tácticas del UCPMB son iguales que los del disuelto Ejército de Liberación de Kosovo. El UCPMB operó entre 1999 y 2001. El objetivo del UCPMB fue la secesión de estos municipios de Yugoslavia y unirlos para un futuro Kosovo independiente.